# 醫院站 (蒙特雷地鐵)
醫院站（西班牙語：Estación Hospital）是蒙特雷地鐵1號線的地鐵車站，鄰近新莱昂自治大学醫學院與其附設醫院。該站為一高架車站，於1991年1號線通車時啟用。